# Gallicolumba platenae
La paloma apuñalada de Mindoro o la (paloma de) corazón sangrante de Mindoro (Gallicolumba platenae) es una especie de ave columbiforme de la familia Columbidae endémica de Filipinas.

## Descripción
La paloma apuñalada de Mindoro es un ave de cola corta y hábitos terrestres. Tiene una longitud corporal de unos 30 cm. La parte superior de su cabeza y cuello son grisáceas con iridiscencias verdes. El plumaje del resto de sus partes superiores es pardo grisáceo con iridiscencias rojas o violáceas, salvo la cola que es verdosa. Sus partes inferiores, incluidas mejillas y garganta, son blancas, aunque tienen una pequeña mancha anaranjada en el centro del pecho. Sus patas son rojas.

## Distribución y hábitat
Se encuentra únicamente en las selvas de la isla de Mindoro, en el norte del archipiélago filipino.